# Municipio Campeche
Koordinaten: 19° 50′ N, 90° 30′ W
Campeche ist ein  Municipio im gleichnamigen mexikanischen Bundesstaat Campeche. Das Municipio hat 259.005 Einwohner (Zensus 2010) und ist 3254 km² groß. Verwaltungssitz und größter Ort des Municipios ist San Francisco de Campeche, das auch Hauptstadt des Bundesstaates ist.
Im Municipio Campeche liegen die archäologischen Stätten der Maya von Edzná und Acanmul.

## Geographie
Das Municipio Campeche liegt im nördlichen Teil des mexikanischen Bundesstaats Campeche auf Höhen bis knapp über 200 m. Es zählt zur Gänze zur physiographischen Provinz der Halbinsel Yucatán bzw. zu gut 90 % zur hydrographischen Region Yucatán Oeste und zu gut neun Prozent zur Region Yucatán Norte. Die Geologie des Municipios wird von Kalkstein (68 % der Gemeindefläche) bestimmt bei 22 % Alluvionen; vorherrschende Bodentypen sind Vertisol (28 %), Leptosol (27 %) und Phaeozem (18 %). Mehr als 70 % der Gemeindefläche sind bewaldet, 18 % dienen der Landwirtschaft.
Das Municipio Campeche grenzt an die Municipios Tenabo, Hopelchén und Champotón sowie an den Golf von Mexiko.

## Bevölkerung
Beim Zensus 2010 wurden im Municipio 259.005 Menschen in 71.054 Wohneinheiten gezählt. Davon wurden 12.863 Personen als Sprecher einer indigenen Sprache registriert, darunter 10.330 Sprecher des Mayathan und 610 Sprecher des Mam. Fünf Prozent der Bevölkerung waren Analphabeten. 113.662 Einwohner wurden als Erwerbspersonen registriert, wovon ca. 62 % Männer bzw. 2,5 % arbeitslos waren. Etwa 5,7 % der Bevölkerung lebten in extremer Armut.

## Orte
Das Municipio Carmen umfasst 205 bewohnte localidades, von denen neben dem Hauptort vom INEGI auch Lerma und Chiná als urban klassifiziert sind. Elf Orte wiesen beim Zensus 2010 eine Einwohnerzahl von über 1000 auf, 167 Orte hatten weniger als 100 Einwohner. Die größten Orte sind:
| Ort                       | Einwohner |
| San Francisco de Campeche | 220.389   |
| Lerma                     | 008.281   |
| Chiná                     | 005.194   |
| Los Laureles              | 002.251   |
| Alfredo V. Bonfil         | 002.060   |
| Pich                      | 001.756   |
| Tikinmul                  | 001.663   |
| Imí                       | 001.227   |
| Hampolol                  | 001.123   |
| Castamay                  | 001.101   |
| San Francisco Kobén       | 001.045   |
| Bethania                  | 000.984   |